# Alfons Wojtkielewicz
Alfons Marian Wojtkielewicz (ur. 4 października 1885 w Warszawie, zm. w kwietniu 1940 w Charkowie) – pułkownik dyplomowany piechoty Wojska Polskiego, kawaler Orderu Virtuti Militari, ofiara zbrodni katyńskiej.

## Życiorys
Urodził się 4 października 1885 w Warszawie, w rodzinie Aleksandra i Lucyny ze Śliwowskich.
Jako oficer I Korpusu Polskiego w Rosji reskryptem Rady Regencyjnej z 25 października 1918 roku został przydzielony do podległego jej Wojska Polskiego z zatwierdzeniem posiadanego stopnia.
W czasie wojny z bolszewikami, od 4 listopada 1919 do 17 sierpnia 1920 i od 7 września 1920 do zakończenia działań wojennych, dowodził 7 pułkiem Strzelców Wielkopolskich (7 stycznia 1920 przemianowany na 61 pułk piechoty wielkopolskiej). W okresie od 3 listopada 1922 do 15 października 1923 był słuchaczem II Kursu Doszkolenia Wyższej Szkoły Wojennej w Warszawie. Po ukończeniu kursu i uzyskaniu tytułu naukowego oficera Sztabu Generalnego, otrzymał przydział do Dowództwa Okręgu Korpusu Nr VIII w Toruniu na stanowisko zastępcy szefa sztabu. W następnym roku wyznaczony został na stanowisko szefa sztabu Dowództwa Okręgu Korpusu Nr VII w Poznaniu. W 1928 dowodził 48 pułkiem piechoty Strzelców Kresowych w garnizonie Stanisławów. Następnie pełnił służbę na stanowisku dowódcy piechoty dywizyjnej 12 Dywizji Piechoty. W okresie od 10 listopada 1932 do 10 sierpnia 1933 był słuchaczem VII Kursu Centrum Wyższych Studiów Wojskowych w Warszawie. Z dniem 31 października 1935 przeniesiony został w stan spoczynku.
Po agresji ZSRR na Polskę wzięty do niewoli sowieckiej, więziony w Starobielsku. Wiosną 1940 został zamordowany przez funkcjonariuszy NKWD w Charkowie i pogrzebany w Piatichatkach, gdzie od 17 czerwca 2000 mieści się oficjalnie Cmentarz Ofiar Totalitaryzmu w Charkowie.
Postanowieniem nr 112-48-07 Prezydenta RP Lecha Kaczyńskiego z 5 października 2007 został awansowany pośmiertnie na stopień generała brygady. Awans został ogłoszony 9 listopada 2007 w Warszawie, w trakcie uroczystości „Katyń Pamiętamy – Uczcijmy Pamięć Bohaterów”.
Był żonaty z Zinaidą, miał córkę Irenę i syna Włodzimierza.

## Awanse
- podpułkownik – zweryfikowany 3 maja 1922 ze starszeństwem z dniem 1 czerwca 1919 i 185 lokatą w korpusie oficerów piechoty
- pułkownik – 1 grudnia 1924 ze starszeństwem z dniem 15 sierpnia 1924 i 42 lokatą w korpusie oficerów piechoty

## Upamiętnienie
17 września 2009, w Sochaczewie na cmentarzu przy al. 600-lecia, odbyło się uroczyste posadzenie Dębu Pamięci, poświęconego Alfonsowi Wojtkielewiczowi.

## Ordery i odznaczenia
- Krzyż Srebrny Orderu Wojskowego Virtuti Militari (13 maja 1921)[17][4]
- Krzyż Walecznych dwukrotnie[15][18]
- Złoty Krzyż Zasługi (17 marca 1930)[19][3][20]
- Medal Niepodległości (9 listopada 1933)[21][2]
- Medal Pamiątkowy za Wojnę 1918–1921
- Medal Dziesięciolecia Odzyskanej Niepodległości
- Złota Odznaka Honorowa Ligi Obrony Powietrznej i Przeciwgazowej I stopnia[22]